# Mammillarien-Vergleichs-Schluessel
Mammillarien-Vergleichs-Schluessel (abreviado Mam. Vergl. Schluss) es un libro con ilustraciones y descripciones botánicas que fue escrito por el botánico y farmacéutico alemán Friedrich Boedeker. Fue editado en el año 1933.